# Merthyr Tydfil
Merthyr Tydfil (velšsky Merthyr Tudful) je město v ceremoniálním hrabství Mid Glamorgan ve Walesu, od roku 1996 je však centrem stejnojmenné správní oblasti. Nachází se 37 kilometrů severně od velšského hlavního města Cardiff.

## Historie
Na místě města lidé žili několik tisíc let, nejstarší archeologické nálezy pochází přibližně z roku 1000 př. n. l. Bylo pojmenováno podle princezny Tydfil. V osmnáctém století byl Merthyr Tydfil největším železářským městem na světě a nejlidnatějším velšským městem. Podle sčítání obyvatelstva v roce 2011 zde žilo 58 802 obyvatel. Z města pochází například hudební skladatel Joseph Parry či zpěvák Ian Watkins. Vznikla zde rovněž hudební skupina Man.

## Sport
V roce 1909 zde byl založen fotbalový klub Merthyr Town FC, který zanikl roku 1934 a obnoven byl v roce 2010. Mezitím, v letech 1945 až 2010, zde byl aktivní klub Merthyr Tydfil FC.